# Объединённый оперативный штаб ВСУ
Объединённый оперативный штаб Вооружённых сил Украины — орган управления межвидовыми и межведомственными группировками войск (сил) для проведения специальных операций по заданию Верховного Главнокомандующего Вооружёнными силами Украины и Генерального штаба ВСУ.
С 14:00 30 апреля 2018 года осуществляет оперативное руководство объединёнными силами на территории проведения военной операции на Востоке Украины — вместо «Штаба АТО» и «Антитеррористического центра СБУ».

## Цель
Осуществляет непосредственное руководство силами и средствами Вооружённых сил Украины, других военных формирований, Министерства внутренних дел Украины, Национальной полиции Украины, центрального органа исполнительной власти, реализующего государственную политику в сфере гражданской защиты, которые привлекаются к осуществлению мер по обеспечению национальной безопасности и обороны, сдерживания и отпор российской вооружённой агрессии в Донецкой и Луганской областях.

## История
Образован и сформирован в рамках реформирования Вооружённых сил Украины в 2015—2016 годах. На Объединённый оперативный штаб возложены вопросы оперативного управления применением войск (сил).
С принятием в январе 2018 Закона Украины «Об особенностях государственной политики по обеспечению государственного суверенитета Украины на временно оккупированных территориях в Донецкой и Луганской областях» руководство операцией на Востоке Украины возложено на Объединённый оперативный штаб ВСУ.
16 марта 2018 Командующим объединённых сил назначен генерал-лейтенант Сергей Наев.
30 апреля 2018 года Президент Украины, Верховный Главнокомандующий Вооружёнными силами Украины Петр Порошенко подписал Указ Верховного Главнокомандующего ВСУ «О начале операции Объединённых сил по обеспечению национальной безопасности и обороны, отпору и сдерживанию вооружённой агрессии Российской Федерации на территории Донецкой и Луганской областей». Согласно указу с 14:00 30 апреля 2018 года начата операция объединённых сил в соответствии с планом операции объединённых сил. Также Президент подписал приказ Верховного Главнокомандующего «Об утверждении положения об Объединённом оперативном штабе ВСУ».

## Функции
Командующий объединёнными силами реализует свои полномочия через Объединённый оперативный штаб Вооружённых сил Украины. Полномочия Командующего объединённых сил определяются положением об Объединённом оперативном штабе Вооружённых сил Украины, которое разрабатывается Генеральным штабом ВСУ и утверждается Верховным Главнокомандующим по представлению Министра обороны Украины.
Объединённый оперативный штаб Вооружённых сил Украины через соответствующие органы военного управления осуществляет планирование, организацию и контроль выполнения мероприятий по обеспечению национальной безопасности и обороны, отпору и сдерживанию вооружённой агрессии Российской Федерации в Донецкой и Луганской областях, направление, координацию и контроль за деятельностью военно- гражданских или военных администраций (в случае их образования) в Донецкой и Луганской областях по вопросам национальной безопасности и обороны.

## Руководство

### Командующий объединённых сил
- 2018 — май 2019 — генерал-лейтенант Наев, Сергей Иванович[7].
- май — август 2019 — генерал-лейтенант Сырский, Александр Станиславович[8].
- с августа 2019 — генерал-лейтенант Кравченко Владимир Анатольевич[9].

### Начальник штаба — первый заместитель Командующего объединённых сил
- 2018 — генерал-майор Залужный, Валерий Федорович[10].

### Начальник Объединённого оперативного штаба ВСУ
- 2016 — генерал-лейтенант Сырский, Александр Станиславович[11].
- c июля 2019 — генерал-лейтенант Артеменко Артур Николаевич[12].

### Первый заместитель начальника Объединённого оперативного штаба
- 2019 — генерал-майор Залужный Валерий Фёдорович[13][14].

### Начальник Главного командного центра — заместитель начальника Объединённого оперативного штаба ВСУ
- 2016 — генерал-майор Бондар Богдан Владимирович[15].